# Leichtathletik-Europameisterschaften 1958/Zehnkampf der Männer

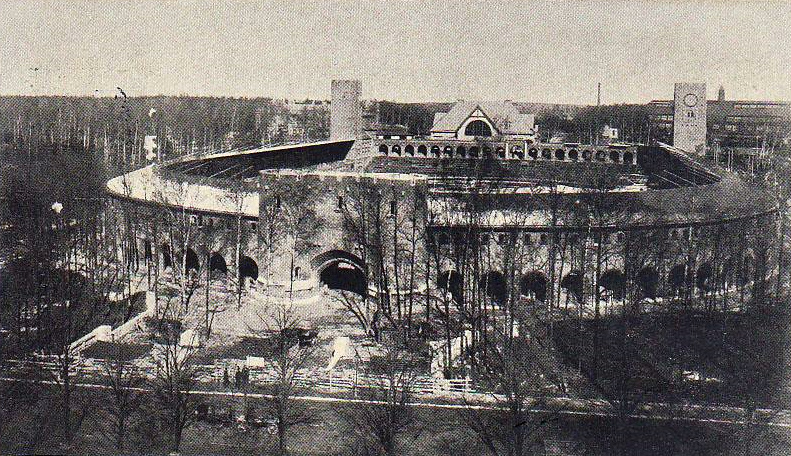
Ansichtskarte des Stockholmer Olympiastadions aus dem Jahr 1912

Der Zehnkampf der Männer bei den Leichtathletik-Europameisterschaften 1958 wurde am 20. und 21. August 1958 im Stockholmer Olympiastadion ausgetragen.
In diesem Wettbewerb gab es einen Doppelsieg für die Sowjetunion. Europameister wurde der Titelverteidiger, Olympiadritte von 1956 und Europarekordler Wassili Kusnezow. Er gewann vor Uno Palu. Bronze ging an den Deutschen Walter Meier.

## Rekorde

### Bestehende Rekorde
| Weltrekord   | 8302 P 1952er Wertung | 7989 P 1985er Wertung | Rafer Johnson    | Moskau, Sowjetunion (heute Russland)    | 27./28. Juli 1958   |
| Europarekord | 8014 P 1952er Wertung | 7653 P 1985er Wertung | Wassili Kusnezow | Krasnodar, Sowjetunion (heute Russland) | 17./18. Mai 1958    |
| EM-Rekord    | 7364 P 1934er Wertung | 6827 P 1985er Wertung | Ignace Heinrich  | EM Brüssel, Belgien                     | 24./25. August 1950 |

### Rekordverbesserung
Der sowjetische Europameister Wassili Kusnezow verbesserte den bestehenden Meisterschaftsrekord nach der damals gültigen Wertung aus dem Jahr 1952 auf 7865 P – nach dem heute gültigen Punktesystem von 1985: 6969 P. Er blieb damit 149 Punkte unter seinem eigenen Europarekord und 437 Punkte unter dem Weltrekord.

## Durchführung
Der Zehnkampf wurde nach denselben Regeln wie heute durchgeführt. Die zehn Disziplinen fanden auf zwei Tage verteilt statt.
| Zeitplan           | Zeitplan           | Zeitplan           | Zeitplan           |
| Tag 1 – 26. August | Tag 1 – 26. August | Tag 2 – 27. August | Tag 2 – 27. August |
| ------------------ | ------------------ | ------------------ | ------------------ |
| 100 m              | 9:30 Uhr           | 110 m Hürden       | 9:00 Uhr           |
| Weitsprung         | 10:15 Uhr          | Diskuswurf         | 9:40 Uhr           |
| Kugelstoßen        | 15:00 Uhr          | Stabhochsprung     | 10:50 Uhr          |
| Hochsprung         | 16:15 Uhr          | Speerwurf          | 15:00 Uhr          |
| 400 m              | 18.20 Uhr          | 1500 m             | 16.30 Uhr          |

Gewertet wurde wie bei den letzten Europameisterschaften nach der Punktetabelle von 1952.

## Ergebnis
20./21. August 1958
Vorbemerkungen zu den Punktewerten:
- Zur Orientierung und Einordnung der Leistungen sind zum Vergleich die nach heutigem Wertungssystem von 1985 erreichten Punktzahlen mitaufgeführt. An den Platzierungen hätte es danach einige Abweichungen gegeben. Aber diese Vergleiche sind nur Anhaltswerte, denn als Grundlage müssen die jeweils unterschiedlichen Maßstäbe der Zeit gelten.
  - Walter Meier als Dritter und Uno Palu als Zweiter / Eef Kamerbeek als Sechster und Walter Tschudi als Fünfter / Vaclav Becvarovsky als Achter und Hans-Dieter Möhring als Siebter / Joze Brodnik als Zehnter und Torbjörn Lassenius als Elfter / Johann Muchitsch als Zwölfter und Per-Martin Haarr als Dreizehnter hätten ihre Plätze jeweils tauschen müssen.
  - Dahinter wären weitere Verschiebungen notwendig gewesen. Der Achtzehnte Björgvin Hólm wäre Vierzehnter / der Sechzehnte Jean-Marie Kling würde vorrücken auf Platz fünfzehn / der Vierzehnte Rune Persson wäre Sechzehnter / Heinrich Staub als Fünfzehnter würde auf Rang siebzehn abrutschen / der Siebzehnte Hermund Høgheim würde Platz achtzehn einnehmen
- Die Angaben zu den auf ein neueres Wertungssystem umgerechneten Punkte weichen in den beiden Hauptquellen voneinander ab.[3] Grund dafür ist vermutlich, dass diese Umrechnung bei todor.com nicht auf die neueste Punktetabelle erfolgte. Deshalb sind hier die Werte der EAA aufgelistet.

| Platz | Name                | Nation | Punkte offiz. Wert. | Punkte 1985er Wert. |  | 100 m        | Weit- sprung | Kugel- stoßen | Hoch- sprung | 400 m        |  | Stand n. Tag 1 (P) |  | 110 m Hürden | Diskus- wurf  | Stabhoch- sprung | Speer- wurf   | 1500 m           |
| 1     | Wassili Kusnezow    | URS    | 7865 CR             | 6969                |  | 10,9 s 948 P | 7,34 m 902 P | 14,27 m 697 P | 1,80 m 770 P | 48,6 s 958 P |  | 4375               |  | 14,8 s 867 P | 48,57 m 897 P | 4,00 m 745 P     | 59,42 m 719 P | 5:00,0 min 262 P |
| 2     | Uno Palu            | URS    | 7329000             | 6767                |  | 11,2 s 834 P | 6,99 m 755 P | 13,34 m 704 P | 1,90 m 900 P | 49,3 s 900 P |  | 4093               |  | 15,2 s 764 P | 39,07 m 600 P | 3,60 m 556 P     | 57,47 m 676 P | 4:17,9 min 640 P |
| 3     | Walter Meier        | GER    | 7249000             | 6852                |  | 11,1 s 870 P | 7,04 m 798 P | 14,17 m 787 P | 1,83 m 806 P | 49,1 s 926 P |  | 4177               |  | 15,5 s 694 P | 39,07 m 600 P | 3,80 m 645 P     | 49,89 m 526 P | 4:20,6 min 607 P |
| 4     | Markus Kahma        | FIN    | 7137000             | 6682                |  | 11,4 s 768 P | 6,52 m 645 P | 15,21 m 901 P | 1,70 m 656 P | 51,0 s 772 P |  | 3742               |  | 16,5 s 506 P | 46,65 m 830 P | 3,60 m 556 P     | 65,66 m 868 P | 4:18,3 min 645 P |
| 5     | Walter Tschudi      | SUI    | 6858000             | 6421                |  | 10,9 s 948 P | 6,74 m 707 P | 13,39 m 709 P | 1,70 m 656 P | 46,5 s 967 P |  | 3987               |  | 15,2 s 764 P | 34,83 m 490 P | 3,50 m 516 P     | 48,11 m 494 P | 4:20,6 min 607 P |
| 6     | Eef Kamerbeek       | NED    | 6784000             | 6530                |  | 11,2 s 834 P | 6,94 m 767 P | 13,15 m 685 P | 1,75 m 711 P | 50,9 s 779 P |  | 3776               |  | 14,9 s 840 P | 39,41 m 610 P | 3,10 m 364 P     | 60,30 m 739 P | 4:35,4 min 455 P |
| 7     | Hans-Dieter Möhring | GER    | 6774000             | 6219                |  | 11,1 s 870 P | 6,56 m 656 P | 15,00 m 877 P | 1,70 m 656 P | 51,0 s 765 P |  | 3824               |  | 16,6 s 489 P | 45,60 m 794 P | 4,10 m 795 P     | 54,49 m 616 P | 5:00,8 min 256 P |
| 8     | Vaclav Becvarovsky  | TCH    | 6644000             | 6279                |  | 11,4 s 768 P | 6,55 m 654 P | 12,86 m 659 P | 1,83 m 806 P | 50,8 s 786 P |  | 3673               |  | 15,2 s 764 P | 41,82 m 677 P | 3,70 m 596 P     | 51,79 m 562 P | 4:45,0 min 372 P |
| 9     | Pétur Rögnvaldsson  | ISL    | 6644000             | 6157                |  | 11,4 s 768 P | 6,75 m       | 13,46 m       | 1,70 m 656 P | 51,4 s 744 P |  |                    |  | 15,1 s 788 P | 39,46 m       | 3,20 m 400 P     | 43,21 m       | 4:57,1 min       |
| 10    | Jože Brodnik        | YUG    | 6210000             | 5985                |  | 11,8 s       | 6,20 m       | 13,18 m       | 1,80 m 770 P | 53,1 s       |  |                    |  | 15,8 s 632 P | 35,46 m       | 3,70 m 596 P     | 60,48 m       | 4:38,5 min       |
| 11    | Torbjörn Lassenius  | FIN    | 6180000             | 6010                |  | 11,9 s       | 6,48 m       | 12,32 m       | 1,70 m 656 P | 51,8 s       |  |                    |  | 15,8 s 632 P | 39,68 m       | 3,20 m 400 P     | 60,44 m       | 4:42,3 min       |
| 12    | Hans Muchitsch      | AUT    | 6100000             | 5925                |  | 11,1 s 870 P | 7,05 m       | 10,13 m 626 P | 1,80 m 770 P | 50,2 s 828 P |  |                    |  | 15,2 s 764 P | 29,36 m       | 3,20 m 400 P     | 29,90 m       | 4:14,9 min       |
| 13    | Per-Martin Haarr    | NOR    | 6079000             | 5940                |  | 11,6 s 707 P | 6,83 m       | 12,67 m       | 1,83 m 806 P | 54,3 s       |  |                    |  | 16,3 s 540 P | 36,46 m       | 3,60 m 556 P     | 61,41 m       | 5:04,1 min       |
| 14    | Rune Persson        | SWE    | 5966000             | 5802                |  | 11,5 s 737 P | 6,35 m       | 13,29 m       | 1,75 m 711 P | 53,2 s       |  |                    |  | 16,0 s 592 P | 37,40 m       | 3,70 m 596 P     | 55,80 m       | 5:09,8 min       |
| 15    | Heinrich Staub      | SUI    | 5949000             | 5770                |  | 11,6 s 707 P | 6,22 m       | 11,77 m       | 1,80 m 770 P | 51,5 s       |  |                    |  | 15,4 s 716 P | 35,37 m       | 3,70 m 596 P     | 46,73 m       | 4:52,6 min       |
| 16    | Jean-Marie Kling    | FRA    | 5885000             | 5883                |  | 11,5 s 737 P | 6,67 m       | 11,94 m       | 1,70 m 656 P | 50,1 s       |  |                    |  | 15,5 s 694 P | 37,60 m       | 3,10 m 364 P     | 36,02 m       | 4:32,3 min       |
| 17    | Hermund Høgheim     | NOR    | 5853000             | 5604                |  | 11,3 s 800 P | 6,58 m       | 10,66 m       | 1,70 m 656 P | 52,7 s       |  |                    |  | 17,3 s       | 31,93 m       | 4,10 m 795 P     | 53,54 m       | 4:41,0 min       |
| 18    | Björgvin Hólm       | ISL    | 5742000             | 5916                |  | 11,7 s 678 P | 6,24 m       | 12,57 m       | 1,70 m 656 P | 51,7 s       |  |                    |  | 15,8 s 632 P | 35,74 m       | 2,70 m 226 P     | 54,08 m       | 4:30,6 min       |
| DNF   | Hermann Timme       | NED    |                     | 3986                |  | 11,4 s 768 P | 6,29 m       | 11,71 m       | 1,70 m 656 P | 51,2 s       |  |                    |  | 23,6 s       | 37,62 m       | DNS              |               |                  |

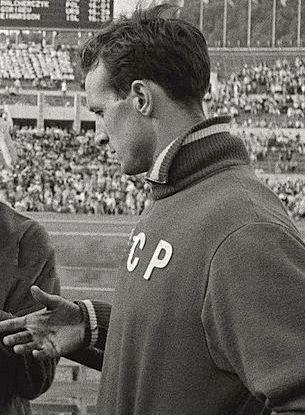
Der Titelverteidiger Wassili Kusnezow errang seinen zweiten von drei EM-Titeln
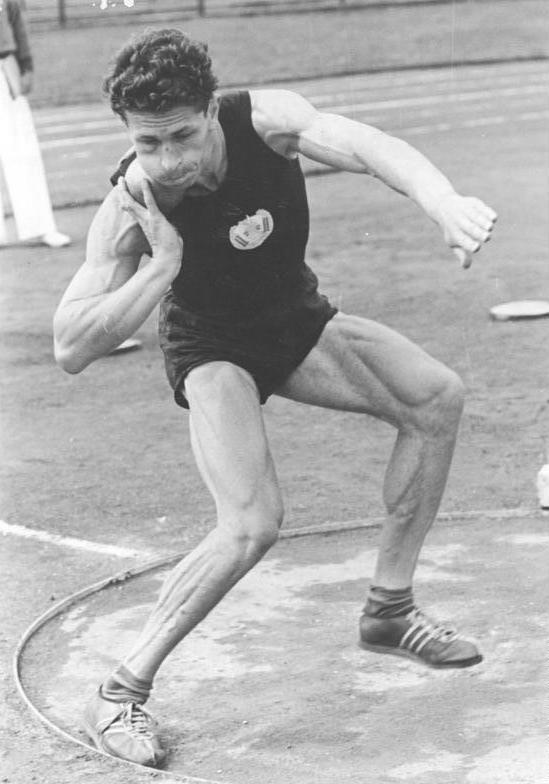
Bronzemedaillengewinner Walter Meier
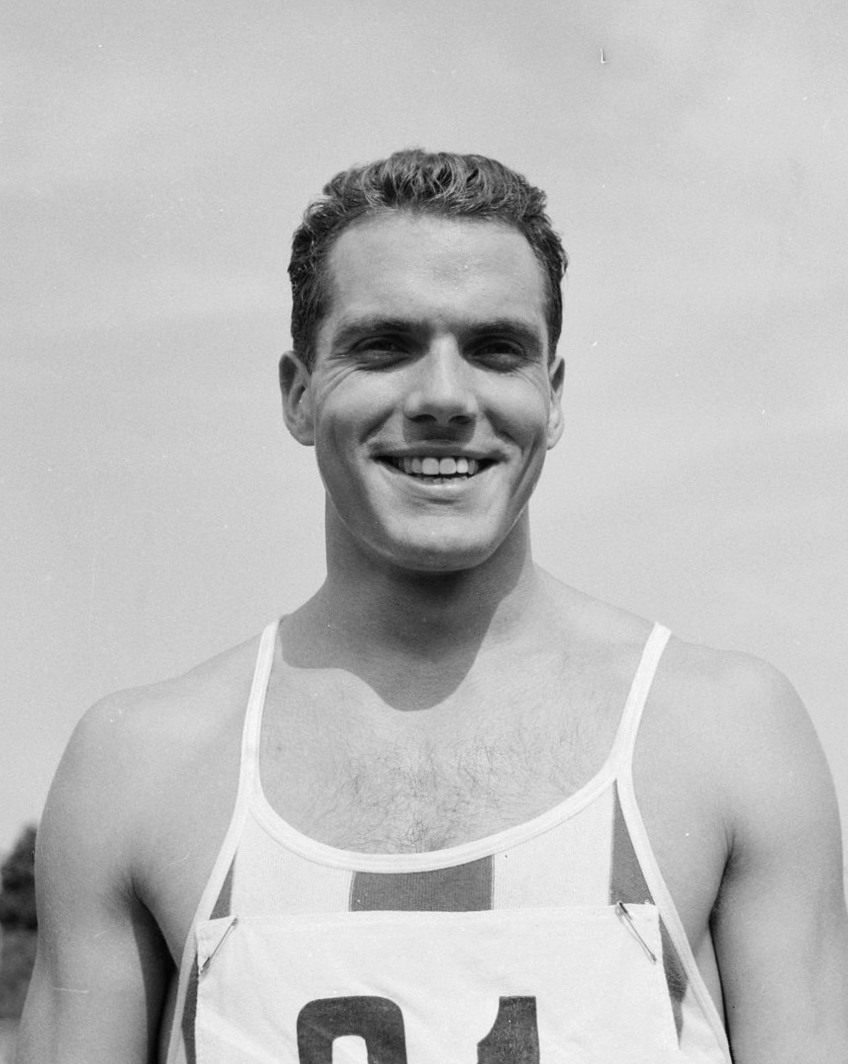
Eef Kamerbeek kam auf den fünften Platz
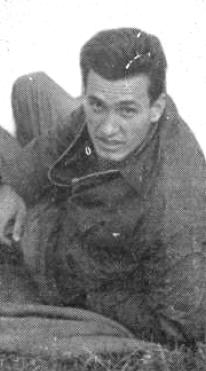
Jože Brodnik belegte Rang zehn